# Алабайтал (Оренбургская область)
Алабайтал — село в Беляевском районе Оренбургской области в составе Белогорского сельсовета.

## География
Находится на расстоянии менее 7 километров по прямой на северо-восток от районного центра села Беляевка.

## Климат
Климат континентальный с холодной часто малоснежной зимой и жарким, сухим летом. Средняя зимняя температура −15,8 °C; Средняя летняя температура +21,2 °C. Абсолютный минимум температур −44 °C. Абсолютный максимум температур +42 °C. Среднегодовое количество осадков составляет 320 мм в год.

## История
Основано в 1823 году переселенцами из сел Новогумерово и Ускалыцкая, которых причислили к Оренбургскому казачьему войску и принудили переселиться для охраны новой пограничной линии. В 1834 году уже было учтено 395 жителей, в том числе 365 татар и 30 русских. До Октябрьской революции село Алабайтал именовалось посёлком и входило в состав Гирьяльской станицы. Название дано по местной речке. В переводе с татарского слово «алабайтал» означает «пёстрая кобылица» (ала — пегая, байтал — молодая кобылица).

## Население
Постоянное население составляло 573 человека в 2002 году (татары 85 %), 481 человек в 2010 году.